# Barrage de Tucuruí
 (novembre 2020).
Le barrage de Tucuruí est un grand barrage hydroélectrique situé en Amazonie, à 400 km de la ville de Belém, dans l'État de Pará au Brésil. Il est construit sur le Rio Tocantins, affluent de rive droite de l'Amazone.
Le barrage a été inauguré en 1982, et sa centrale hydroélectrique mise en service en deux phases, en 1984 puis 2007. Il s'agit depuis cette date de la troisième centrale hydroélectrique la plus puissante du Brésil et de la sixième au monde, avec une puissance installée de 8 370 MW.
Le coût du projet s'est élevé à 5,5 milliards de dollars.

## Construction
Tout le projet hydraulique a été réalisé au Brésil dans l'entreprise brésilienne Engevix, à Rio de Janeiro, sous la responsabilité d'Andre Balança et de Jorge Rios.
La construction a été effectuée par une autre entreprise brésilienne de grands ouvrages, Camargo Corrêa.
Alors encore en chantier, il apparaît dans le film La Forêt d'émeraude.

## Caractéristiques

### Barrage
Le barrage principal, en terre et béton, mesure 11 km de long. Le fleuve ayant, avant l'ouvrage, 2 km de largeur.
- Date d'entrée en activité : 1984[2]
- Hauteur maximale du barrage : 106 mètres
- Longueur du barrage : 11 kilomètres
- Volume du barrage : 85,2 millions de mètres cubes

Son déversoir, du type "saut de ski", est le plus grand du monde avec un débit versant maximum de projet de 110 000 m3/s.

### Lac de retenue
Le barrage de Tucuruí a donné naissance à un lac artificiel vaste de 2 875 km2, long de 170 km et large de 40 km, pour un volume atteignant 45 km3,.

### Centrale hydroélectrique
À l'issue de la première phase de construction de la centrale, la puissance installée s'élevait à 4 200 MW (12 turbines de 350 MW), pour une production électrique annuelle de 21 TWh.
La puissance installée a par la suite été doublée, avec la mise en service de la deuxième phase en 2007, comportant 11 turbines supplémentaires de 375 MW chacune. La production électrique a été portée à 41,43 TWh/an.
L'industrie de l'aluminium située dans les environs consomme une grosse partie de l'énergie hydroélectrique produite.

## Production d'aluminium
En 1978, le géant canadien de l'aluminium Alcan débute la prospection de bauxite sur le Rio Trombetas, dans le nord du Brésil, sur ce qui deviendra la plus grande mine du pays pour ce minerai. La mine est exploitée par la compagnie Mineração Rio do Norte (MRN), avec une capacité de production annuelle de 18 millions de tonnes de bauxite, grâce aux débouchés dans l'aluminium permis par la puissance du barrage.

## Émissions de gaz à effet de serre
Le lac de Tucuruí est un cas d'étude des émissions de gaz à effet de serre des grands barrages amazoniens. Une étude publiée en 2000 donne à ces rejets, pendant les premières années de sa mise en eau, le même ordre de grandeur que des moyens de production électrique à partir d'énergies fossiles, du fait de la décomposition naturelle des matières végétales.